# Gradno
Gradno – wieś w Słowenii, w gminie Brda. W 2018 roku liczyła 40 mieszkańców.